# Greve dos transportes públicos de Filadélfia de 1944
A greve dos transportes públicos de Filadélfia de 1944 foi uma greve por doença dos trabalhadores brancos dos transportes públicos de Filadélfia que durou de 1 a 6 de agosto de 1944. A greve foi desencadeada pela decisão da Philadelphia Transportation Company (PTC), tomada sob pressão prolongada do governo federal em vista da significativa escassez de mão de obra em tempos de guerra, de permitir que os funcionários negros da PTC ocupassem empregos não braçais, como maquinistas e condutores, que antes eram reservados apenas para trabalhadores brancos.   No dia 1 de agosto de 1944, os oito funcionários negros que estavam a ser treinados como maquinistas de elétrico deveriam fazer o seu primeiro teste. Isto fez com que os trabalhadores brancos da PTC iniciassem uma greve massiva por doença.
A greve paralisou o sistema des transportes públicos de Filadélfia por vários dias, paralisando a cidade e prejudicando a sua produção de guerra. Embora o Sindicato dos Trabalhadores dos Transportes (TWU) fosse a favor de permitir promoções de trabalhadores negros para quaisquer cargos para os quais fossem qualificados e se opusesse à greve, o sindicato não conseguiu persuadir os funcionários brancos da PTC a retornarem ao trabalho. Em 3 de agosto de 1944, sob as disposições da Lei Smith-Connally, o presidente Franklin D. Roosevelt autorizou o secretário de Guerra Henry L. Stimson a assumir o controlo da Philadelphia Transportation Company, e o major-general Philip Hayes foi colocado no comando das suas operações. Após vários dias de negociações mal sucedidas com os líderes da greve, Hayes emitiu uma ordem para que os trabalhadores em greve retornassem ao trabalho em 7 de agosto de 1944, e que aqueles que se recusassem a obedecer fossem demitidos, tivessem o seu adiamento do alistamento militar removido e tivessem os seus certificados de disponibilidade de emprego negados pela Comissão de Mão de Obra de Guerra durante toda a guerra. Este ultimato mostrou-se eficaz e, em 7 de agosto, a greve terminou e os grevistas retornaram ao trabalho. Os trabalhadores negros, cujas promoções pendentes para empregos não braçais desencadearam a greve, foram autorizados a assumir esses empregos.
Durante a greve, apesar das tensões consideráveis, a cidade de Filadélfia permaneceu calma e não houve grandes surtos de violência. Todos os jornais da cidade publicaram editoriais contra a greve e o público, em geral, também se opôs à greve. Vários líderes da greve, incluindo James McMenamin e Frank Carney, foram presos por violar a lei anti-greve. A NAACP desempenhou um papel ativo tanto pressionando a PTC e como o governo federal para instituir práticas justas de contratação na PTC por vários anos antes da greve quanto mantendo a calma durante a greve em si.
A greve recebeu atenção considerável nos média nacionais. A greve dos transportes públicos de Filadélfia de 1944 é um dos exemplos mais notórios de invocação da Lei Smith-Connally pelo governo federal. A lei foi aprovada em 1943, apesar do veto do presidente Roosevelt.

## Contexto

### PTC e o sindicato

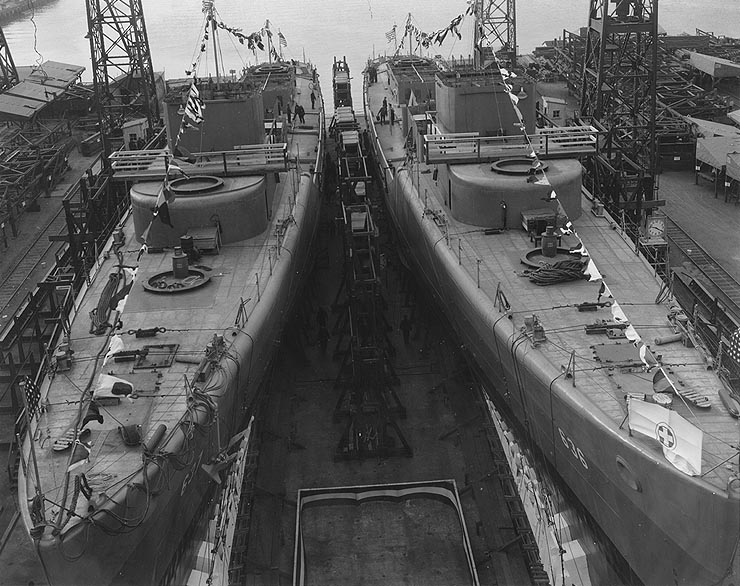
Filadélfia foi um importante centro de produção de guerra dos EUA durante a Segunda Guerra Mundial. O Estaleiro Naval de Filadélfia, mostrado acima, foi o local de construção e reparação de um grande número de navios de guerra durante a guerra.

Mesmo antes da entrada oficial dos Estados Unidos na Segunda Guerra Mundial em dezembro de 1941, Filadélfia já era um dos maiores centros industriais de produção de guerra dos EUA. Em 1944, Filadélfia era considerada o segundo maior centro de produção de guerra do país (depois de Los Angeles).  Durante esse período, a população negra da cidade cresceu substancialmente e as tensões com a população predominantemente branca começaram a aumentar. A Philadelphia Transportation Company (PTC) administrava o enorme sistema de transportes públicos da cidade, incluindo metro, autocarros e elétricos; na época da greve, transportava mais de um milhão de pessoas por dia.  Em 1944, a força de trabalho de onze mil pessoas da PTC incluía 537 funcionários negros. No entanto, os trabalhadores negros da PTC estavam limitados a desempenhar tarefas braçais; a nenhum deles era permitido servir como condutores ou maquinistas – posições que eram reservadas aos empregados brancos.  Já em agosto de 1941, funcionários negros começaram a pressionar a PTC por práticas de emprego mais justas que permitissem a promoção de trabalhadores negros para empregos de maior prestígio reservados aos brancos. Os seus esforços foram rejeitados pela gerência da PTC, que alegou que o atual contrato sindical continha uma cláusula proibindo qualquer mudança significativa nas práticas e costumes de emprego sem a aprovação do sindicato (embora o contrato não dissesse nada sobre raça). O líder do Sindicato dos Empregados dos Transportes Rápidos de Filadélfia (PRTEU), Frank Carney, mostrou-se igualmente reticente e afirmou que não estava autorizado pelos membros do sindicato a considerar um pedido para permitir promoções de empregados negros.

### Envolvimento federal
Os funcionários negros da PTC pediram a ajuda da NAACP e começaram a pressionar as autoridades federais, particularmente a Comissão de Práticas Justas de Emprego (FEPC), para intervir. A Comissão de Práticas Justas de Emprego, criada por uma ordem executiva do Presidente em 1941, foi encarregada de garantir práticas de emprego não discriminatórias por parte de contratantes do governo. Inicialmente, era uma agência bastante fraca, mas a sua autoridade foi significativamente fortalecida em 1943 por uma nova ordem executiva que exigia que todos os contratos governamentais tivessem uma cláusula de não discriminação. À medida que a guerra avançava, a escassez de mão de obra tornava-se mais grave. Em Janeiro de 1943, a PTC solicitou 100 motoristas brancos ao Serviço de Emprego dos Estados Unidos (USES),  que fazia parte da Comissão de Mão de Obra de Guerra (WMC). A WMC, ciente de que a PTC tinha um grupo de funcionários negros à procura de promoção, solicitou à PTC que permitisse a contratação de funcionários negros para os cargos vagos de maquinistas. A PTC recusou, citando novamente a “cláusula aduaneira” do seu contrato sindical.  Após uma reclamação da NAACP, o assunto foi parar à FEPC, liderada na época por Malcolm Ross.

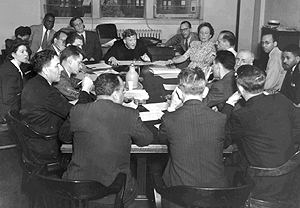
Uma conferência de imprensa da Comissão de Práticas Justas de Emprego (FEPC). Durante a Segunda Guerra Mundial, a FEPC realizou inúmeras audiências sobre discriminação de trabalhadores negros em indústrias relacionadas com a guerra.

## Eventos da greve

### Tomada militar da PTC
O governo Roosevelt sentiu que precisava de agir rapidamente para impedir a greve. As fábricas de guerra em Filadélfia relataram taxas de absentismo debilitantes na sua força de trabalho devido à greve, que estava a causar danos significativos na produção de guerra da cidade. Os militares relataram atrasos na entrega de aviões de combate, equipamentos de radar, lança-chamas e vários outros itens.  O contra-almirante Milo Draemel queixou-se de que o ataque abrandou significativamente a produção de guerra na área, o que "poderia atrasar o dia da vitória". A greve também estava a afetar negativamente a imagem dos Estados Unidos no exterior, particularmente na Europa, onde os EUA lutavam contra a Alemanha nazista sob os slogans de liberdade e justiça racial. A Alemanha, tal como o Japão, eram propensos a usar todos os casos de agitação racial nos EUA para fins de propaganda. A reação oficial da Casa Branca foi um pouco atrasada pela ausência do Presidente Roosevelt : na época, Roosevelt estava num navio de guerra a caminho do Havaí para as Ilhas Aleutas. Às 7:45 às 13h do dia 3 de agosto, na sua vigésima quinta ordem de apreensão sob a Lei Smith-Connally, o presidente Roosevelt autorizou o secretário de Guerra Henry L. Stimson a assumir o controlo da Philadelphia Transportation Company. O Major-General Philip Hayes, chefe do Terceiro Comando de Serviço do Exército, foi colocado no comando das operações do PTC.

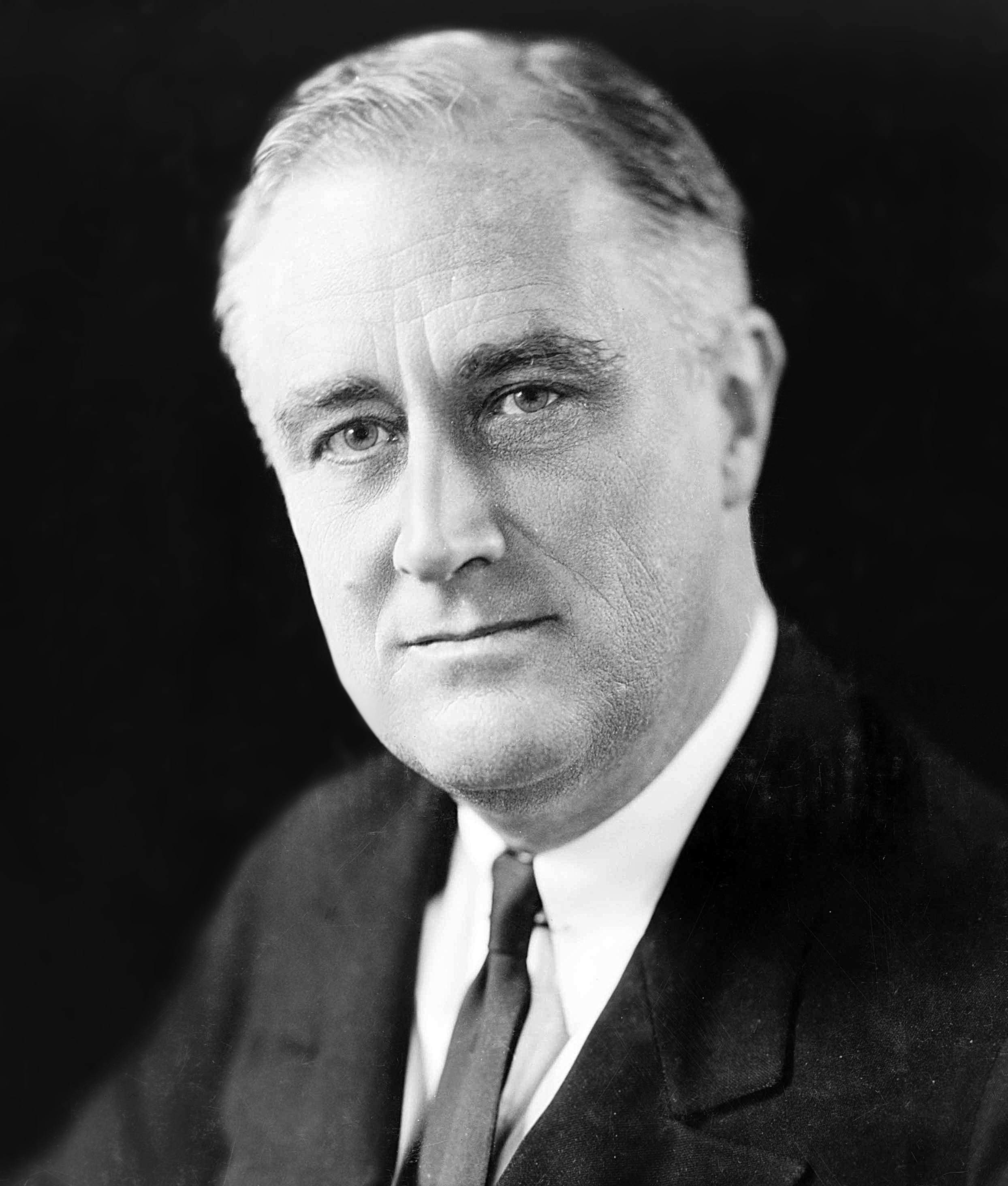
Presidente dos EUA Franklin D. Roosevelt. A invocação da Lei Smith-Connallyy por Roosevelt e a subsequente tomada do PTC pelos militares dos EUA interromperam a greve.

As tropas eram elementos do 309º  regimento da 78ª divisão de infantaria estacionada na Virgínia. Os homens estavam acampados no Fairmount Park, em George's Hill, acima da Parkside Ave., no oeste de Filadélfia. Hayes agiu rapidamente para assumir o controlo da situação. Hayes publicou a ordem do Presidente nas oficinas da PTC e anunciou que o Exército esperava evitar o uso das tropas e tentaria contar com a polícia local e estadual na medida do possível.  Hayes também anunciou que não tinha intenção de cancelar ou suspender a ordem de contratação da WMC. Às 22:00 do dia 3 de agosto, acreditando erroneamente que o governo havia concordado com as reivindicações dos grevistas, McMenamin declarou o fim da greve. O erro foi rapidamente descoberto e mais de 1000 grevistas votaram nas primeiras horas de 4 de agosto para continuar a greve.
Em 4 de agosto, o serviço de transportes limitado foi retomado, mas diminuiu bastante ao longo do dia. Hayes e a sua equipa alertaram os grevistas sobre as severas penalidades previstas pela Lei Smith-Connally para a interrupção da produção de guerra: os instigadores poderiam estar sujeitos a uma multa de 5.000 dólares, um ano de prisão, ou ambos.  Esta perspetiva tornou-se mais real quando o Procurador-Geral dos Estados Unidos Francis Biddle, iniciou um inquérito sobre possíveis violações das leis federais pelos organizadores da greve.  Em 4 de agosto, o comité de greve votou novamente pela continuação da greve, mas, em vista das possíveis penalidades da Lei Smith – Connally, disse aos trabalhadores para tomarem as suas próprias decisões e seguirem o comité, se quisessem. A manobra funcionou e a greve continuou.
No sábado, 5 de agosto, com a paciência esgotada, Hayes enviou 5.000 soldados do exército para a cidade. Hayes anunciou que eles operariam todos os veículos ociosos da PTC e fariam guarda nos veículos ativos. Hays também fez um apelo aos grevistas para apoiarem o esforço de guerra: "Não podemos matar nenhum alemão ou japonês com as tropas que conduzem veículos de transportes públicos em Filadélfia".  Mais tarde, em 5 de agosto, Hayes emitiu um ultimato aos grevistas, que foi afixado em todos as oficinas. Os trabalhadores da PTC receberam um prazo de 12:01 de 7 de agosto para retomar o trabalho. Aqueles que se recusassem seriam despedidos e teriam negado os certificados de disponibilidade de emprego da WMC durante toda a guerra; aqueles com idades entre 18 e 37 anos também perderiam os seus adiamentos do recrutamento militar. O Departamento de Justiça obteve mandados federais para McMenamin, Carney e outros dois líderes da greve; eles foram rapidamente presos e McMenamin finalmente disse aos seus seguidores para retornarem ao trabalho na segunda-feira, 7 de agosto, conforme exigido pelo governo.  No entanto, ele não expressou nenhum arrependimento pelas suas ações antes e durante a greve.
A greve estava essencialmente terminada. No domingo, 6 de agosto, os trabalhadores da PTC assinaram cartões comprometendo-se a retornar ao trabalho na segunda-feira. Na segunda-feira, 7 de agosto, as operações normais da PTC foram retomadas e a taxa de absentismo foi significativamente menor do que num dia normal de trabalho antes da greve.  Quando a greve terminou, vinte e quatro grevistas foram retirados dos quadros da PTC e seis foram imediatamente convocados para as forças armadas.

## Consequências
Embora breve, a greve dos transportes públicos de Filadélfia de 1944 teve um impacto negativo significativo no esforço de guerra, resultando numa perda de quatro milhões de horas de trabalho apenas nas fábricas de guerra.  A Comissão de Mão de Obra de Guerra estimou que a greve em Filadélfia custou à produção de guerra do país o equivalente a 267 Fortalezas Voadoras ou cinco contratorpedeiros.  Malcolm Ross mais tarde caracterizou a greve como "a disputa racial mais cara da Segunda Guerra Mundial".  A greve também expôs as limitações do poder da FEPC. A FEPC não possuía a autoridade final para fazer cumprir as suas decisões e apenas a intervenção executiva do Presidente tornou possível a resolução do litígio.  No entanto, a greve demonstrou que uma combinação de ativismo negro, particularmente por parte da NAACP, juntamente com políticas federais resolutas, foi capaz de quebrar barreiras raciais de longa data no emprego.